# Gyrus rectus
Pour les articles homonymes, voir Gyrus et Rectus.
Le gyrus rectus est un gyrus du lobe frontal du cortex cérébral. Il est situé sur la face inférieure des hémisphères. Il est situé entre le bord médial de la face inférieure et le sillon olfactif (dans lequel se trouve la bandelette olfactive).
|                             |                 |
| Gyrus de la face inférieure | Face inférieure |